# Moștenirea însângerată
Moștenirea însângerată (în ucraineană Земля, transliterat: Zemlea, în traducere „Pământ”) este un film sovietic ucrainean din 1954 regizat de Amvrosii Bucima⁠(d) și Oleksii Șvaciko⁠(d) (Aleksei Șvaciko). Adaptare pentru ecran a romanului Pământ al Olgăi Kobylyanska.
Filmul a fost produs în culori de Studioul de film „A. Dovjenko” din Kiev.

## Rezumat
Secolul al XIX-lea. Satul Dimca din Bucovina. Țăranul înstărit Ivonika Fedorciuk și soția sa, Maria, au doi fii: Mîhailo și Sava. Mîhailo s-a îndrăgostit de Anna și îi este frică să le mărturisească părinților săi pentru că nu se știe cum vor reacționa aceștia. Sava s-a îndrăgostit de Rahira, despre care există un zvon stupid în sat. Ea incită la ura lui Sava pentru fratele său mai mare Mîhailo, pentru că ar trebui să obțină un pământ mai bun.

## Distribuție
La filmări au participat următorii actori:
- Natalia Ujvii⁠(d) — Maria Fedorciuk, țărancă din Dimca[2]
- Volodîmîr Sokîrko⁠(d) — Ivonika Fedorciuk, țăran înstărit, soțul Mariei
- Serhii Feșcenko — Mîhailo, fiul cel mare al soților Fedorciuk[2]
- Pavlo Hrubnîk — Sava, fiul cel mic al soților Fedorciuk[2]
- Tatiana Alekseeva⁠(d) — Anna, iubita lui Mîhailo[2]
- Valentîna Bezpolotova⁠(d) — Rahira, iubita lui Sava[2]
- Melaniia Kiseliova — Dokia, țărancă din Dimca (menționată E. Kiseliova)[2]
- Petro Mihnevîci⁠(d) — Onufrii, pădurarul bătrân din Dimca[2]
- Oleksii Karpenko — Petro, fratele Dokiei[2]
- Natalia Naum⁠(d) — Parasea, fiica Dokiei[2]
- Mîkola Iakovcenko⁠(d) — felcerul (nemenționat)[2]
- Kosteantîn Artemenko⁠(d) — Todorika, țăran înstărit, soțul Parasei (nemenționat)[2]
- Ivan Matveev⁠(d) — muzicantul (nemenționat)[2]
- Kosteantîn Kulcîțkîi⁠(d) — musafir (nemenționat)[2]
- Vîktor Meahkîi⁠(d) — caporalul (nemenționat)[2]
- Hanna Ianușevîci⁠(d) (nemenționată)[2]
- Oleksii Kortiukov (nemenționat)[2]

## Producție
Scenariul filmului a fost scris de cineastul ucraineano-sovietic Oleksii Șvaciko⁠(d) (Aleksei Șvaciko) după romanul Pământ al Olgăi Kobylyanska. Director de imagine a fost Naum Sluțkîi⁠(d).

## Recepție

### Lansare
Moștenirea însângerată a fost lansat pe 1 noiembrie 1954 în Uniunea Sovietică. Succesul filmului a determinat distribuirea sa și în alte țări, printre care Statele Unite ale Americii (9 aprilie 1955, sub titlul tradus Earth) și Republica Populară Ungară (23 iunie 1955, sub titlul tradus Testvérharc, adică „Lupta dintre frați”).